# Pandansari (Paguyangan)
Pandansari is een bestuurslaag in het regentschap Brebes van de provincie Midden-Java, Indonesië. Pandansari telt 7686 inwoners (volkstelling 2010).